# Вороновский район
Не следует путать с Вороновским районом Томского округа Сибирского края (1925—1930 гг.)
Во́роновский райо́н (бел. Воранаўскі раён) — административная единица на севере Гродненской области Республики Беларусь. Административный центр — городской посёлок Вороново.
Численность населения — 20 479 человек (на 1 января 2025 года).

## Административное устройство
В составе района входят городские посёлки Вороново и Радунь, а также 336 сельских населённых пунктов.
Район включает 12 сельсоветов:
- Бастунский
- Беняконский
- Больтишский
- Гирковский
- Дотишский
- Жирмунский
- Заболотский
- Конвелишский
- Мисевичский
- Переганцевский
- Погородненский
- Радунский

Упразднённые сельсоветы:
- Вороновский
- Начский
- Полецкишский

## География
Площадь 1500 км² (7-е место среди районов).
Основные реки — Жижма, Дитва (правые притоки Немана) и приток Дитвы — Радунька. Дитвянское болото.

## Геральдика
Герб и флаг учреждены Указом Президента Республики Беларусь от 17 июля 2006 года № 455 и зарегистрированы в Государственном геральдическом регистре Республики Беларусь 1 августа 2006 года № Б-88 и № Б-89.

## История

Вороновский район в составе Барановичской области, 1940 г.

Район образован 15 января 1940 года. До 20 сентября 1944 года — в составе Барановичской области, с 1944 года — в Гродненской области.
Западную часть современной территории района занимал Радунский район. 3 апреля 1959 года два сельсовета Радунского района переданы Вороновскому району; в тот же день из состава Лидского района в Вороновский был передан Трокельский сельсовет. Радунский район был упразднён 25 декабря 1962 года, и 7 сельсоветов и городской посёлок Радунь вошли в состав Вороновского района.
20 октября 1995 года административные единицы Вороновский район и посёлок Вороново, имеющие общий административный центр, объединены в одну административную единицу — Вороновский район.

## Демография
Численность населения — 20 479 человек (на 1 января 2025 года), в том числе городское — 7 533 человек (Вороново — 5 532 человек, Радунь — 2 001 человек), сельское — 12 946 человек.
Население района составляет 21 799 человек, в том числе в городских условиях проживают 7 761 человек (на 1 января 2023 года).
В 2008 году в районе родилось 355 человек (в 2007 году — 342), умерло — 589 человек (в 2007 году — 565).
В районе зарегистрировано 198 браков (в 2007 году — 229), разводов — 73 (в 2007 году — 38).
| Численность населения (по годам) | Численность населения (по годам) | Численность населения (по годам) | Численность населения (по годам) | Численность населения (по годам) | Численность населения (по годам) | Численность населения (по годам) | Численность населения (по годам) | Численность населения (по годам) | Численность населения (по годам) |
| 1996                             | 2001                             | 2002                             | 2003                             | 2004                             | 2005                             | 2006                             | 2007                             | 2008                             | 2009                             |
| -------------------------------- | -------------------------------- | -------------------------------- | -------------------------------- | -------------------------------- | -------------------------------- | -------------------------------- | -------------------------------- | -------------------------------- | -------------------------------- |
| 38 400                           | ▼36 448                          | ▼35 752                          | ▼35 058                          | ▼34 509                          | ▼33 883                          | ▼33 212                          | ▼32 505                          | ▼31 945                          | ▼31 269                          |
| 2010                             | 2011                             | 2012                             | 2013                             | 2014                             | 2015                             | 2016                             | 2017                             | 2018                             | 2019                             |
| ▼30 170                          | ▼29 421                          | ▼28 462                          | ▼27 823                          | ▼27 353                          | ▼26 953                          | ▼26 290                          | ▼25 551                          | ▼24 911                          | ▼24 335                          |
| 2020                             | 2021                             | 2022                             | 2023                             | 2024                             | 2025                             |                                  |                                  |                                  |                                  |
|                                  |                                  |                                  |                                  |                                  | ▼20 479                          |                                  |                                  |                                  |                                  |

| Национальный состав по переписи населения 2009 года | Национальный состав по переписи населения 2009 года | Национальный состав по переписи населения 2009 года |
| Народ                                               | Численность                                         | %                                                   |
| --------------------------------------------------- | --------------------------------------------------- | --------------------------------------------------- |
| Поляки                                              | 24 615                                              | 80,77 %                                             |
| Белорусы                                            | 3963                                                | 13 %                                                |
| Русские                                             | 919                                                 | 3,02 %                                              |
| Литовцы                                             | 473                                                 | 1,55 %                                              |
| Украинцы                                            | 173                                                 | 0,57 %                                              |
| Цыгане                                              | 97                                                  | 0,32 %                                              |
| Татары                                              | 20                                                  | 0,07 %                                              |
| Армяне                                              | 15                                                  | 0,05 %                                              |

## Экономика
Среднемесячная номинальная начисленная заработная плата (до вычета подоходного налога и некоторых отчислений) в 2017 году в районе составила 576 руб. (около 290 долларов). Район занял 16-е место в Гродненской области (из 18) по уровню зарплаты (средняя зарплата по области — 703,2 руб.) и 105-е место в стране из 129 районов и городов областного подчинения.

### Сельское хозяйство
Сельским хозяйством в Вороновском районе занимаются 1 РУСП (районное унитарное сельскохозяйственное предприятие), 7 КСУП (коммунальное сельскохозяйственное унитарное предприятие), 2 экспериментальных базы и 16 фермерских хозяйств.
Общая посевная площадь сельскохозяйственных культур в сельскохозяйственных организациях (без учёта фермерских и личных хозяйств населения) в 2017 году составила 51 233 га (512 км²). В 2017 году под зерновые и зернобобовые культуры было засеяно 24 105 га (4-е место в области), под сахарную свеклу — 3910 га (2-е место в области), под кормовые культуры — 18 041 га.
Валовой сбор зерновых и зернобобовых культур в сельскохозяйственных организациях составил 110,1 тыс. т в 2015 году, 77,3 тыс. т в 2016 году, 89,4 тыс. т в 2017 году. По валовому сбору зерновых в 2017 году район занял 5-е место в Гродненской области. Средняя урожайность зерновых в 2017 году составила 37,1 ц/га (средняя по Гродненской области — 39,7 ц/га, по Республике Беларусь — 33,3 ц/га). По этому показателю район занимал 9-е место в Гродненской области. Валовой сбор свеклы сахарной в сельскохозяйственных организациях составил 153,1 тыс. т в 2016 году, 190,4 тыс. т в 2017 году. По валовому сбору сахарной свеклы в 2017 году район занял 3-е место в Гродненской области. Средняя урожайность сахарной свеклы в 2017 году составила 487 ц/га (средняя по Гродненской области — 533 ц/га, по Республике Беларусь — 499 ц/га); по этому показателю район занял 8-е место в Гродненской области.
На 1 января 2018 года в сельскохозяйственных организациях района (без учёта фермерских и личных хозяйств населения) содержалось 53,5 тыс. голов крупного рогатого скота, в том числе 15,6 тыс. коров, а также 26,4 тыс. свиней. По поголовью крупного рогатого скота район занимает 3-е место в Гродненской области, по поголовью свиней — 10-е.
В 2017 году предприятия района произвели 12,3 тыс. т мяса (в живом весе) и 82,9 тыс. т молока. По производству мяса район занимает 7-е место в Гродненской области, по производству молока — 3-е. Средний удой молока с коровы — 5429 кг (средний показатель по Гродненской области — 5325 кг, по Республике Беларусь — 4989 кг), по этому показателю район занимает 6-е место в области.

### Промышленность
Промышленность района представлена двумя предприятиями — ОАО «Вороновская сельхозтехника» и Вороновское РУП ЖКХ.

### Транспорт
Через район проходят железнодорожная линия и автодорога «Вороново—Вильнюс», автодороги «Гродно—Радунь—Вильнюс», «Слоним — Лида — Вильнюс»,

## Здравоохранение
В 2017 году в учреждениях Министерства здравоохранения Республики Беларусь в районе работали 91 практикующий врач и 337 средних медицинских работников. В пересчёте на 10 тысяч человек численность врачей — 36,5, численность средних медицинских работников — 135,3 (средние значения по Гродненской области — 48,6 и 126,9 на 10 тысяч человек соответственно, по Республике Беларусь — 40,5 и 121,3 на 10 тысяч человек). По обеспеченности населения средними медицинскими работниками район занимает 4-е место в области. Число больничных коек в учреждениях здравоохранения района — 171 (в пересчёте на 10 тысяч человек — 68,6; средние показатели по Гродненской области — 81,5, по Республике Беларусь — 80,2). По обеспеченности населения больничными койками район занимает одно из последних мест в Гродненской области.

## Образование
В 2017 году в районе насчитывалось 19 учреждений дошкольного образования (включая комплексы «детский сад — школа») с 0,9 тыс. детей. В 2017/2018 учебном году в районе действовало 19 учреждений общего среднего образования, в которых обучалось 3 тыс. учеников. Учебный процесс осуществляли 490 учителей. В среднем на одного учителя приходилось 6,1 учеников (среднее значение по Гродненской области — 7,9, по Республике Беларусь — 8,7).

## Культура
- Историко-краеведческий музей «Мой родны кут» ГУО «Вороновская СШ» в г. п. Вороново
- Музейная комната «Шлях лёну» ГУО «Территориальный центр социального обслуживания населения Вороновского района» в д. Бояры
- Краеведческий музей ГУО «Жирмунская средняя школа» в аг. Жирмуны
- Литературно-исторический музей ГУО «Беняконская средняя школа» в аг. Бенякони
- Историко-краеведческий музей в аг. Конвелишки
- Этнографический музей «Спадчына» в д. Клайши
- Музейная комната истории школы в д. Бастуны
- Историко-краеведческий музей в аг. Трокели
- Историко-краеведческий музей имени Теодора Нарбута в д. Нача
- Музейная комната ГУО «Больтишская базовая школа» в аг. Больтишки
- Историко-этнографический музей в д. Пелеса
- Этнографический музей «Спадчына» в аг. Заболоть
- Музейная комната «Спадчына» в аг. Полецкишки
- Музейная комната «Сведкi мiнуўшчыны» в аг. Переганцы
- Музейная экспозиция «Сцежкамi кахання Адама Міцкевіча» филиала «Больтиникский культурно-туристический центр» в д. Больтиники
- Народный историко-краеведческий музей ГУО «Радунская средняя школа» в г. п. Радунь
- Музейная комната имени И. А. Котова в г. п. Радунь
- Музей ледовиковых валунов «Валуны крутых дарог мiнуўшчыны» в г. п. Радунь
- Музейная комната «Тут Радзімы маёй пачатак» в Погородно

## Достопримечательности
- Синагога начала XX века в г. п. Вороново
- Костёл Божьего Милосердия в г. п. Вороново
- Церковь Святого Александра Невского в г. п. Вороново
- Усадьба Сципионов начала XIX века в г. п. Вороново
- Дом аптекаря в г. п. Вороново
- Церковь Святого Иоанна Крестителя (1900—1906 гг.) в аг. Бенякони
- Парк (вторая половина XVII — начало XIX века) в деревне Больтиники
- Гайтюнишский дом-замок и Гайтюнишская часовня в д. Гайтюнишки
- Парк (конец XVIII века) в Погородно
- Костёл (1789 год) в агрогородке Жирмуны
- Костёл Святой Троицы (1803—1812 года) в агрогородке Заболоть
- Костёл Сердца Иисуса (1916 год) в аг. Конвелишки
- Железнодорожная станция (1884 г.) в д. Бастуны
- Католическая церковь Посещения Пресвятой Девы Марии в аг. Трокели
- Костёл Милосердия Божьего в аг. Дотишки
- Католический храм Вознесения Девы Марии в д. Нача
- Костёл Святого Линуса в д. Пелеса
- Костёл Святой Марии Магдалены в д. Волдотишки
- Церковь Святой Троицы в д. Германишки
- Костёл Святого Георгия в д. Осова
- Костёл Богоматери Руженцовой в г. п. Радунь

## Галерея

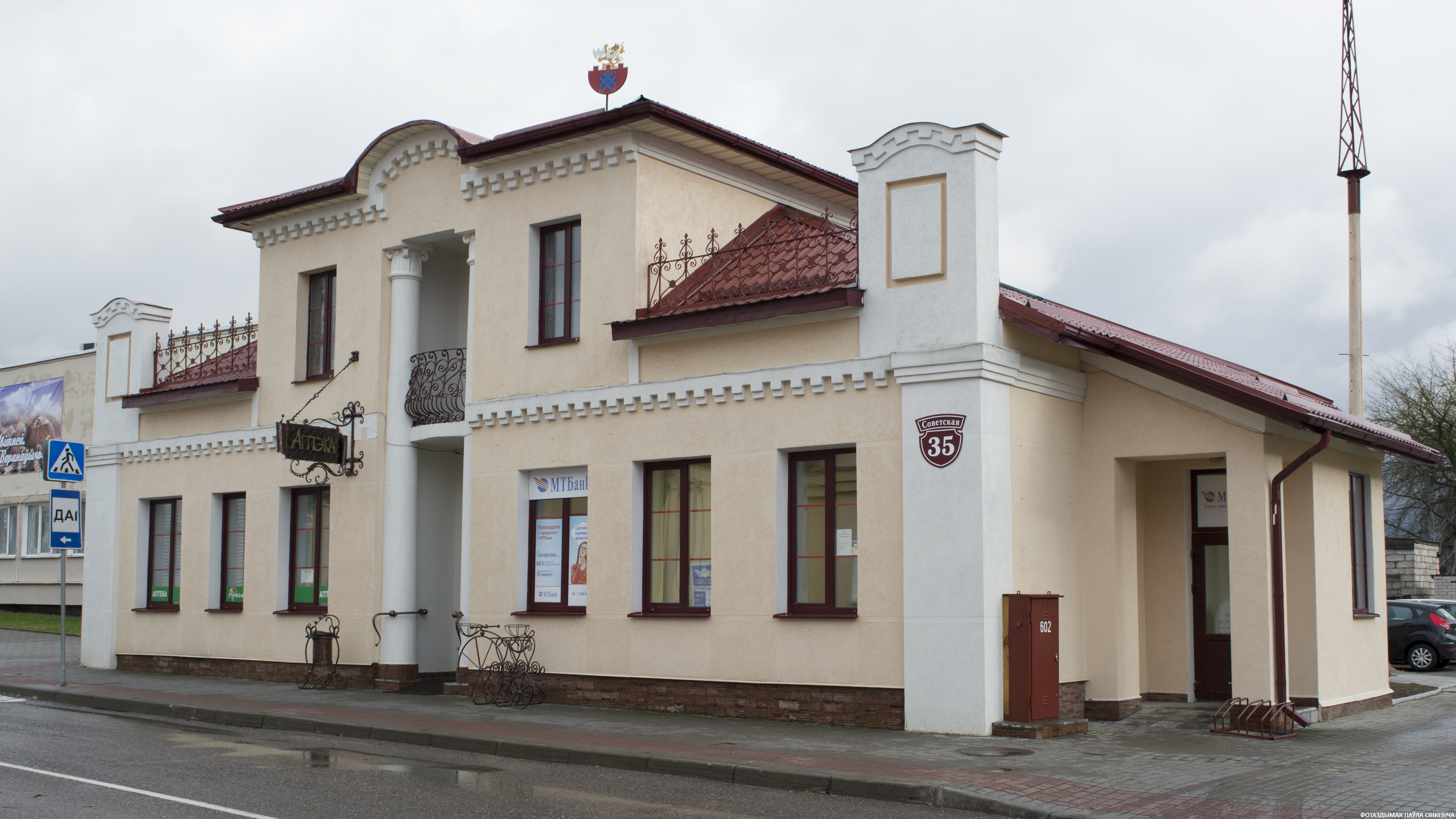
Дом аптекаря в Вороново
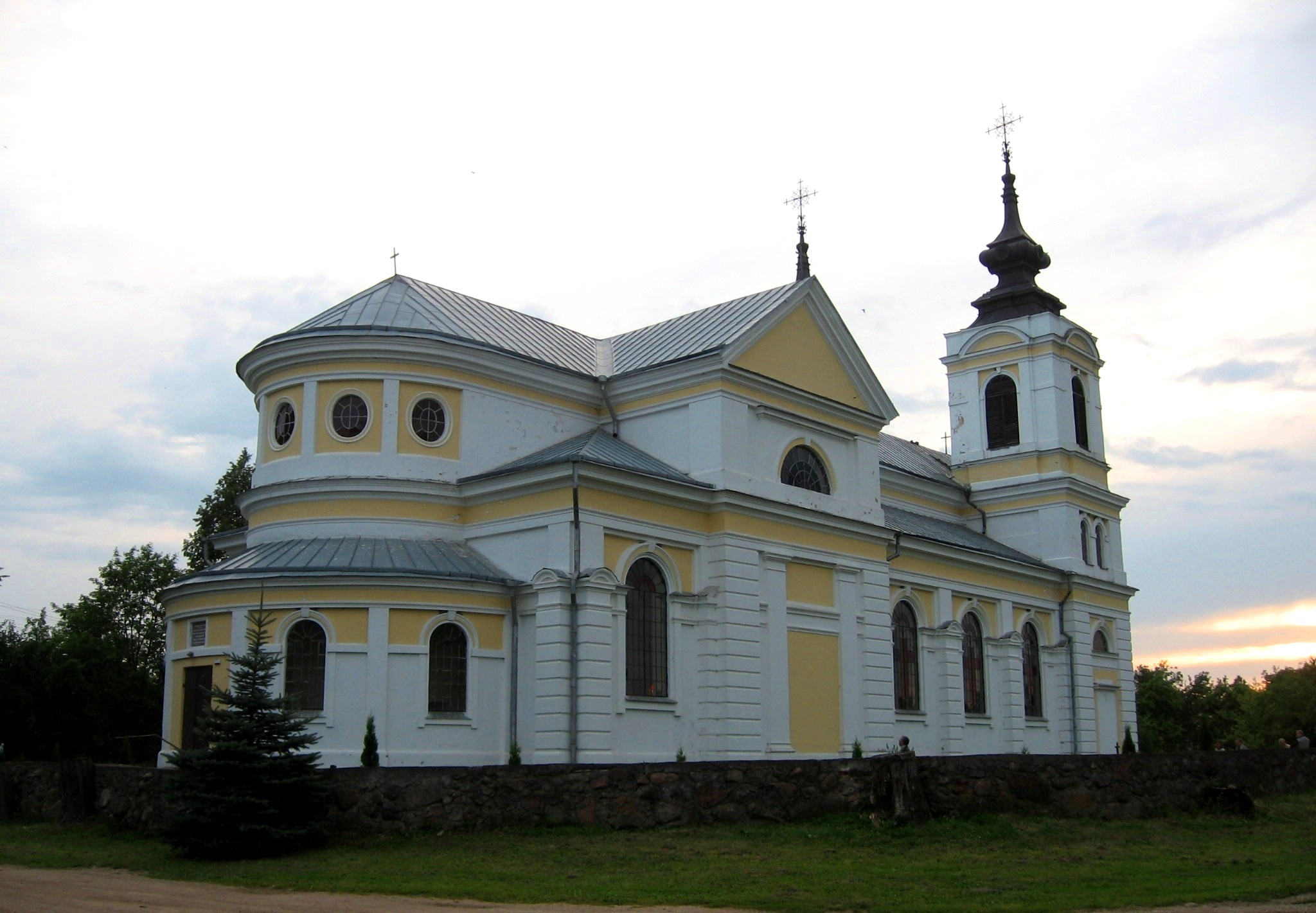
Католический храм Св. Иоанна Крестителя в . Бенякони
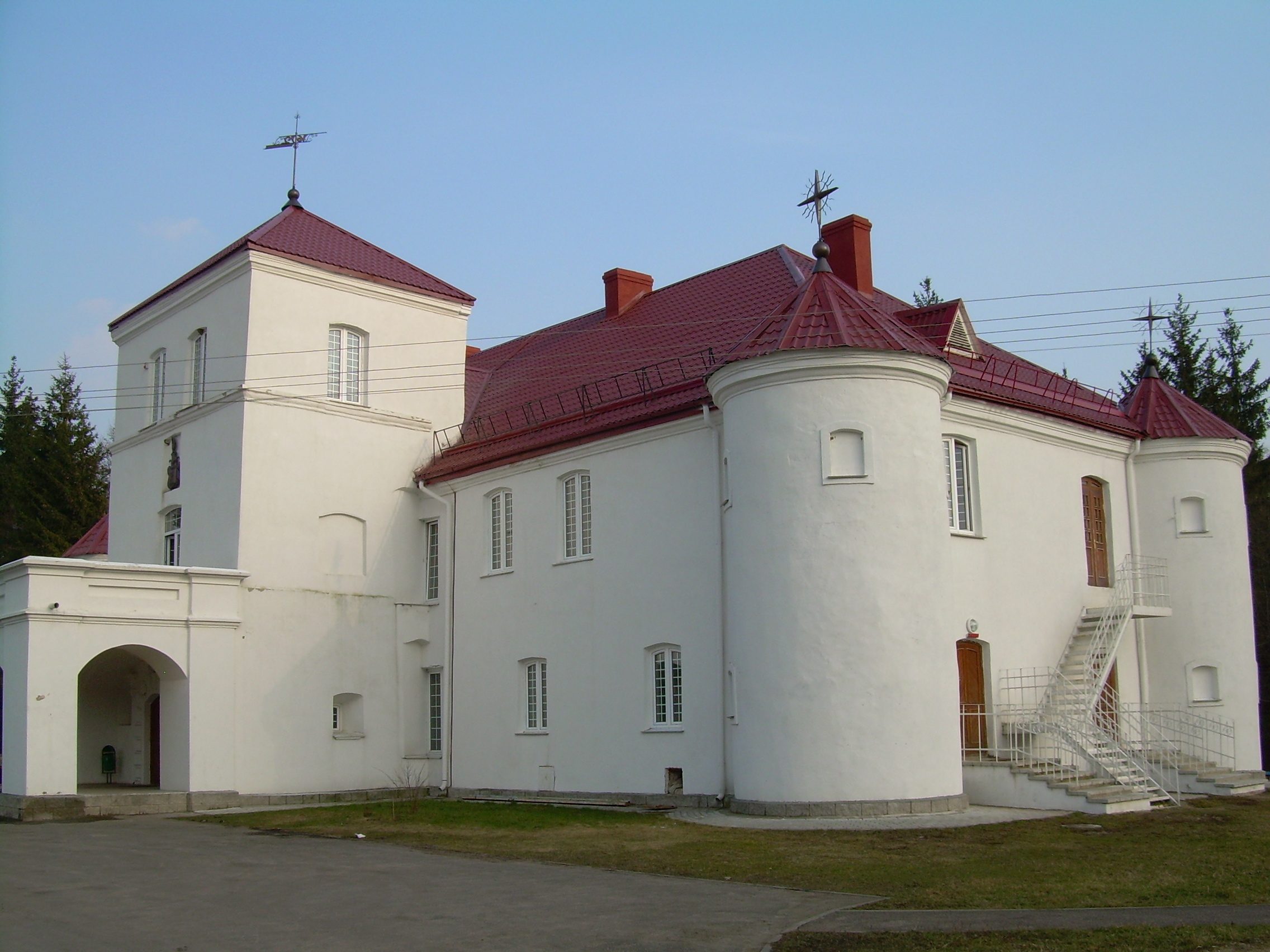
Гайтюнишский дом-замок в Гайтюнишки
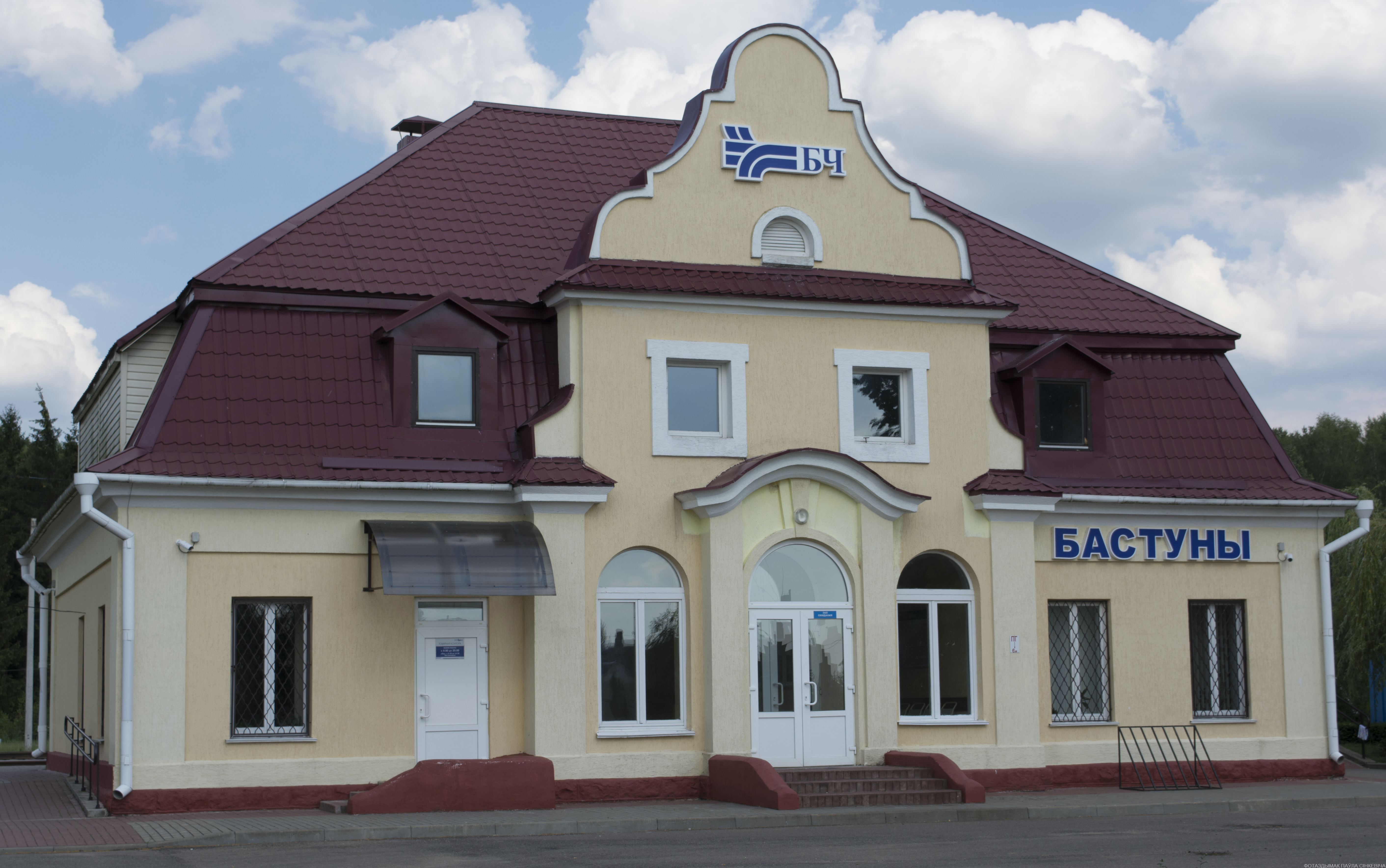
Железнодорожная станция в Бастуны
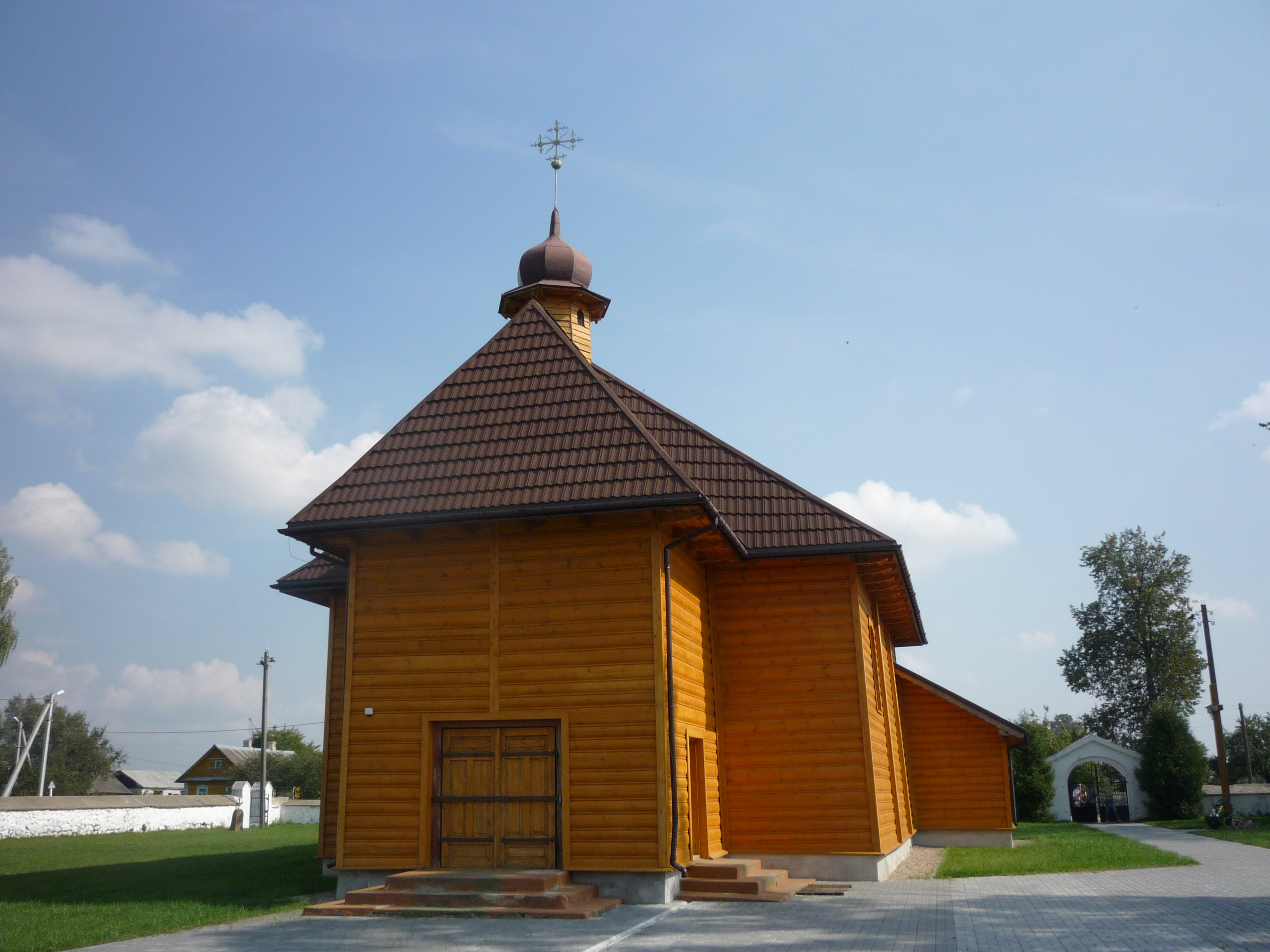
Католическая церковь Посещения Пресвятой Девы Марии в Трокели
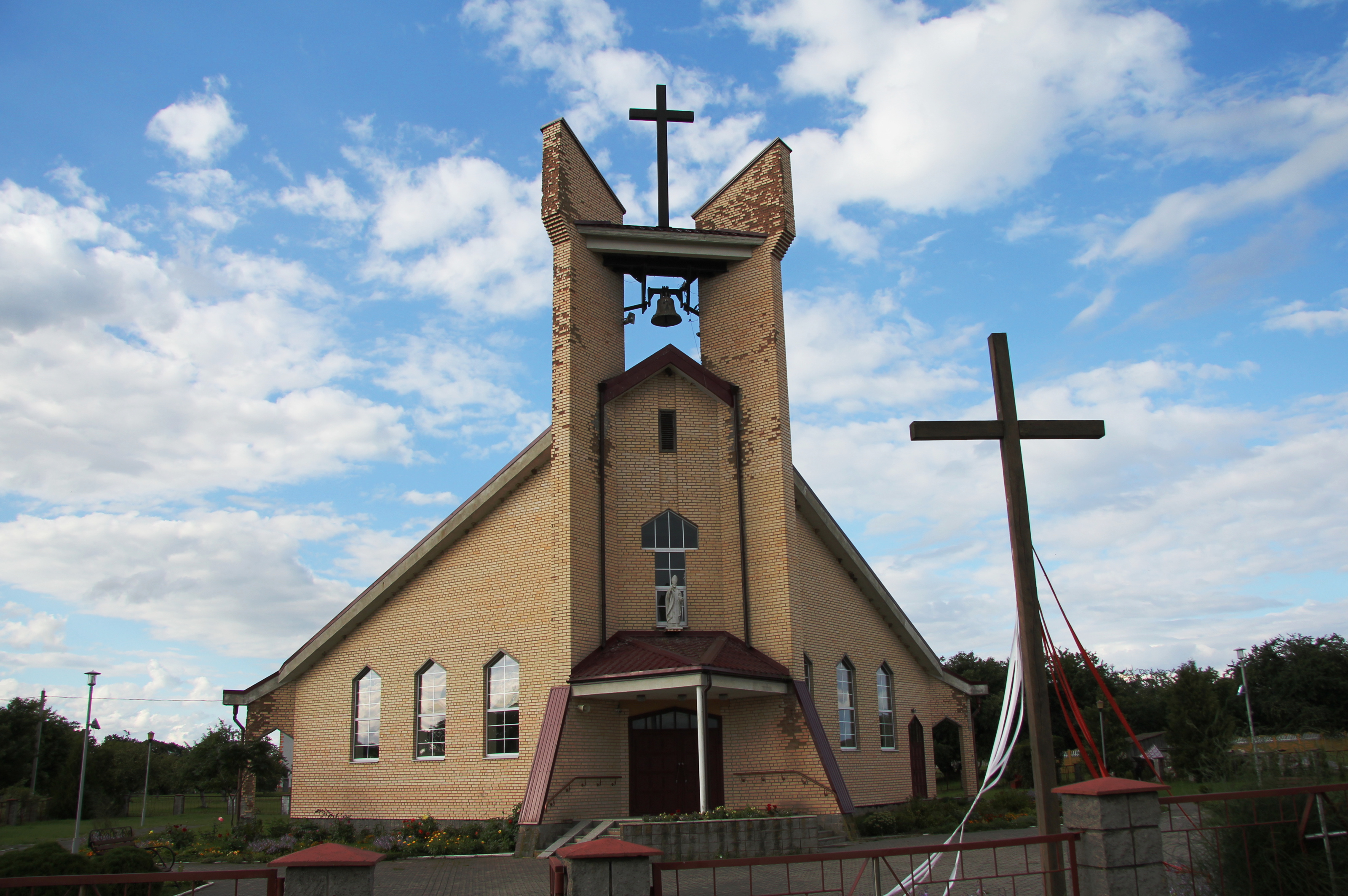
Костёл Милосердия Божьего в Дотишки
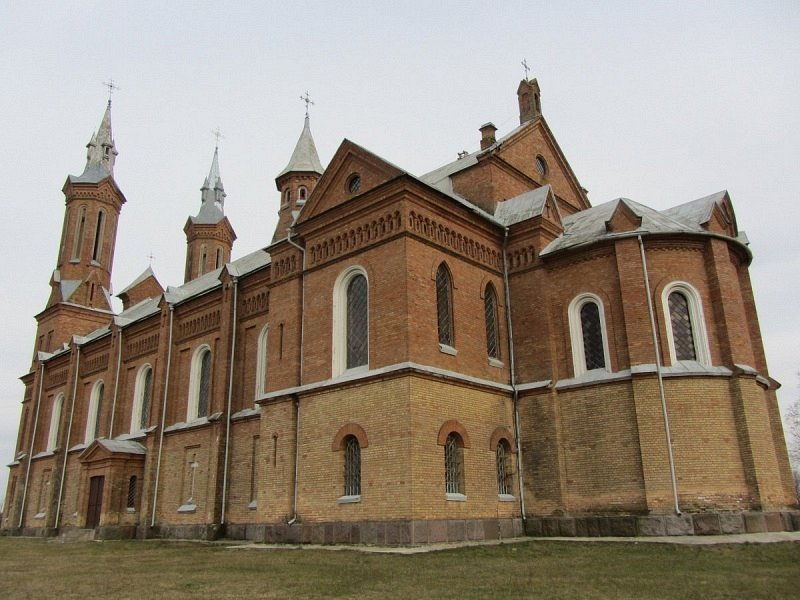
Католический храм Вознесения Девы Марии в Нача
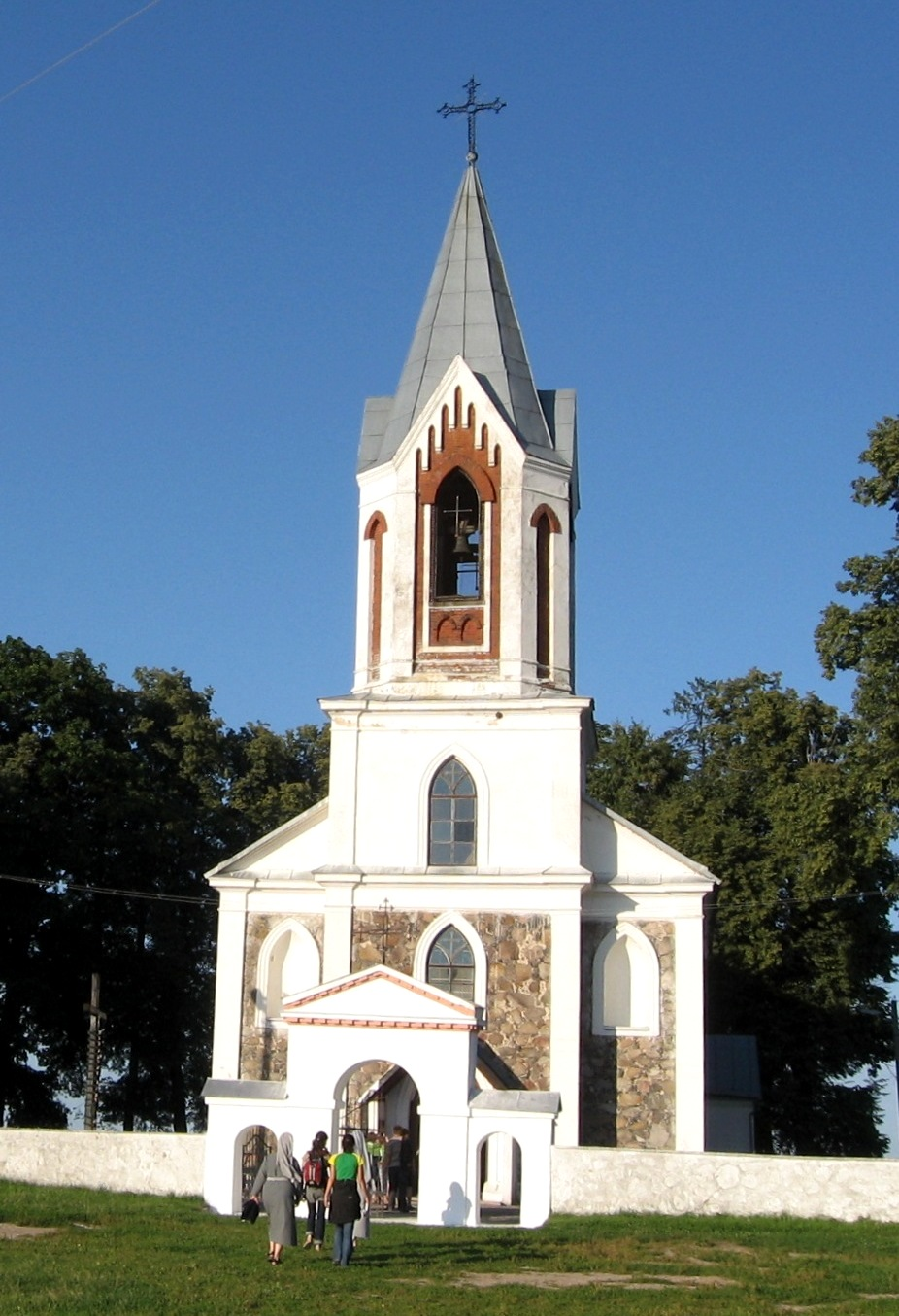
Церковь Святой Троицы в Германишки
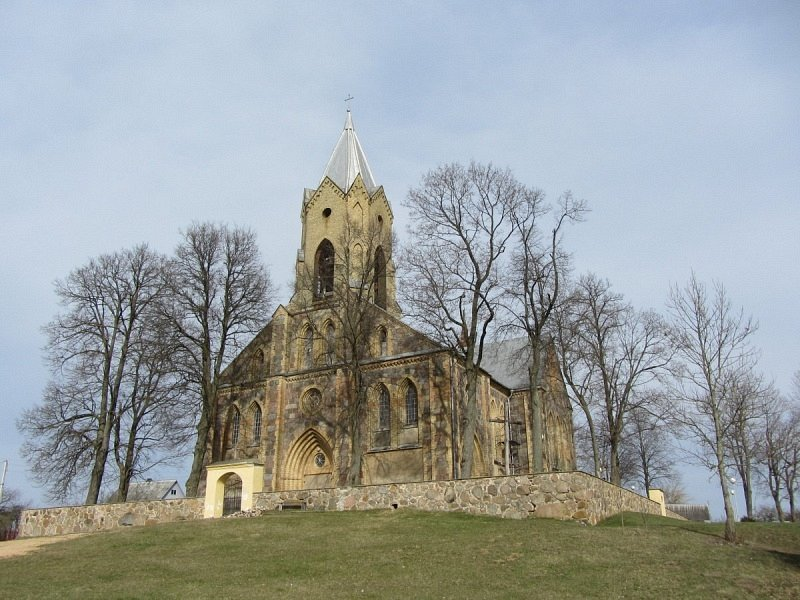
Костёл Св. Георгия в Осова
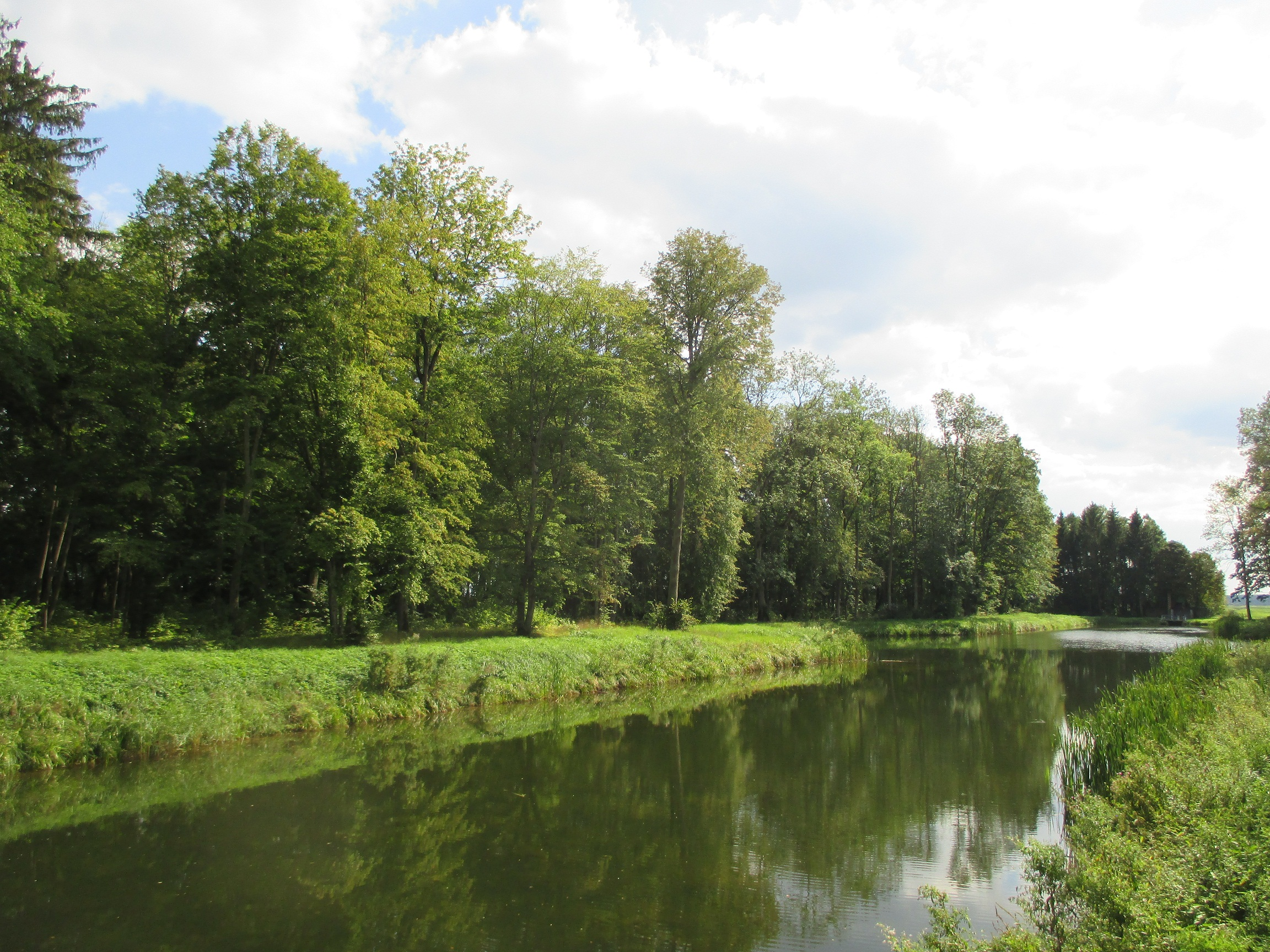
Парк в Погородно